# Serra de Comadeboc
La Serra de Comadeboc és una serra situada entre els municipis de Bellver de Cerdanya, Lles de Cerdanya i de Meranges, a la comarca de la Baixa Cerdanya, amb una elevació màxima de 2.807 metres.